# ARA Piedra Buena (P-36)
«Пье́дра Буэ́на» (исп. ARA Piedra Buena (P-36)) — аргентинский противолодочный фрегат типа «Азопардо» времён Холодной войны, второй корабль серии. Назван в честь Луиса Пьедрабуэны — аргентинского военного и учёного деятеля.
«Пьедра Буэна» стал третьим кораблём ВМС Аргентины, носившим это имя.

## История строительства
Заложен на судоверфи Río Santiago в Энсенаде, провинция Буэнос-Айрес, согласно указу № 14.785/43 как минный заградитель типа «Муратур». Сокращение поставок сырья и оборудования во время Второй мировой войны в нейтральную Аргентину привело к тому, что корабль был достроен только в 1954—1958 годах по изменённому проекту как противолодочный фрегат. Низкие темпы строительства привели к тому, что фрегат на момент ввода в строй устарел. Спуск на воду состоялся 17 декабря 1954 года, в состав ВМС Аргентины введён 16 декабря 1958 года под командованием капитана-де-фрагата Хорхе А. Ириарта, крещён доньей Кармен Баньуоло де Алоэ (исп. Carmen Bagnuolo de Aloe).

## Служба

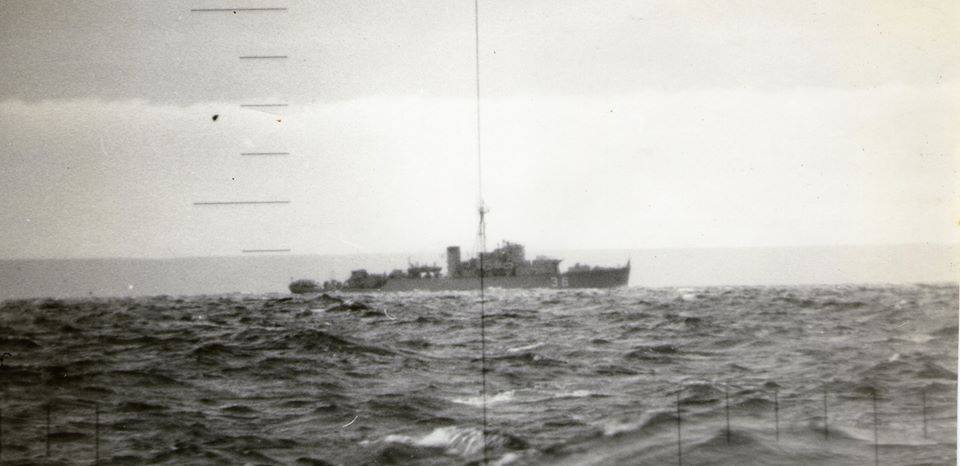
Фрегат «Пьедра Буэна» в перископе подводной лодки «Сантьяго-дель-Эстеро»

С момента окончания строительства некоторое время базировался на Ла-Плате. Ввод в строй двух относительно новых фрегатов позволил вывести в резерв корабли американской постройки — «Эркулес», «Эроина», «Саранди» и «Сантисима Тринидад». В 1959 году переведён в состав Дивизиона фрегатов с базированием на Пуэрто-Бельграно.
В 1960, 1961, 1962 и 1963 годах участвует в международных военных учениях UNITAS. В 1962 году получает приз газеты La Prensa за самую меткую стрельбу.
В 1964 году в составе оперативного соединения № 64 под командованием Педро Гнави участвует в учениях Caimán всех трёх видов войск Аргентины. В состав соединения входят: авианосец «Индепенденсия», крейсера «Нуэве де Хулио», «Хенераль Бельграно» и «Ла Архентина», эсминцы «Браун», «Эспора», «Росалес» и «Сан-Хуан», фрегаты «Пьедра Буэна» и «Азопардо», подводные лодки «Сантьяго-дель-Эстеро» и «Санта-Фе», корвет «Република», танкер «Пунта-Меданос», десантный корабль «Кабо Сан Бартоломе», транспорты «Байа Буэн-Сусесо», «Байа Агирре» и «Ла Патайа», буксир «Санавирон» и 2-й батальон морской пехоты Аргентины. От армии участвует 5-й корпус. Учения проходят в заливе Гольфо-Нуэво с высадкой на берег десанта и марш-броском к городу Трелью, взятие которого завершило манёвры.
В 1966 году командование кораблём принимает Роберто Ульоа (исп. Roberto Ulloa), будущий губернатор провинции Сальта.
В мае 1971 года в машинном отделении корабля вспыхивает пожар, но обошлось без жертв. В 1972 году технической комиссией был произведён осмотр фрегата, на основе которого решено о его выводе из состава флота, что и было сделано указом № 590/72 от 31 июля 1972 года. 13 декабря 1972 года фрегат «Пьедра Буэна» был куплен за 463 500 $ компанией AYASA и в 1973 году отправлен на слом.